# Совхозна сільська рада (Алейський район)
Совхо́зна сільська рада (рос. Совхозный сельский совет) — сільське поселення у складі Алейського району Алтайського краю Росії.
Адміністративний центр — селище Совхозний.

## Історія
2013 року ліквідовані Александровська сільська рада (селище Александровський) та Ветьольська сільська рада (село Ветьолки), території увійшли до складу Совхозної сільради.

## Населення
Населення — 1040 осіб (2019; 1272 в 2010, 1584 у 2002).

## Склад
До складу сільської ради входять:
| Населений пункт          | Населення, осіб (2002) | Населення, осіб (2010) |
| ------------------------ | ---------------------- | ---------------------- |
| Александровський, селище | 537                    | 405                    |
| Ветьолки, село           | 461                    | 321                    |
| Совхозний, селище        | 586                    | 546                    |